# Кейлі Маккіон
Кейлі Маккіон (англ. Kaylee McKeown, 12 липня 2001) — австралійська плавчиня, триразова олімпійська чемпіонка.
Призерка Чемпіонату світу з водних видів спорту 2017, 2019 років.

## Виступи на Олімпійських іграх
| Олімпіада  | Дисципліна                               | Місце |
| ---------- | ---------------------------------------- | ----- |
| Токіо 2020 | 100 м на спині                           | 1     |
| Токіо 2020 | 200 м на спині                           | 1     |
| Токіо 2020 | естафета 4x100 метрів комплексом         | 1     |
| Токіо 2020 | змішана естафета 4x100 метрів комплексом | 3     |